# Fytokemikalie
| Fytokemikalier |
| --- |
| Blåbär har en hög halt av fytokemikalier. - Betydelse – kemiska ämnen i växter - Användning – del av växternas skyddsmekanism, ofta med påstådd hälsosam effekt som mat - Förekomst – ofta i pigmentet hos starkt färgade fruktskal, bl.a. hos blåbär och granatäpple |

Fytokemikalier (av grekiskans phyto) är kemiska ämnen som finns i växter men som inte är näringsämnen. Dessa ämnen finns i stor mängd i bland annat bär, frukt och grönsaker. Deras uppgift i växterna är som skydd för växterna.

## Definition
Begreppet fytokemikalier är kopplat till olika kemiska ämnen i växter. De anses relaterade till vitaminer och pigment i bland annat fruktskal och fungerar primärt som skydd för växterna själva.
Fytokemikalier kopplas ofta samman med växtdelar med stark eller mörk färg, och ofta är själva pigmentet den ansett nyttiga fytokemikalien. Vissa vetenskapliga studier har antytt att ekologiskt odlade grönsaker kan ha större mängder av fytokemikalier än "konventionellt" odlade grönsaker. Orsaken anses vara att frånvaron av kemiska bekämpningsmedel (och ofta mindre mängd gödning) skapar en tuffare växtmiljö där växten måste utveckla ett eget bättre skydd.

## Förekomst
Frukter och livsmedel som innehåller stora mängder fytokemikalier är bland annat granatäpplen, gurkmeja, blåbär och tranbär. Även te anses ha höga halter av fytokemikalier.
Fytokemikalien i tomater heter lykopen. Förekomsten av lykopen i tomater varierar dock, och stora, runda sorter med ljusare färg har ofta lägre halter av lykopen. Dessa tomater är dock lättare att transportera och har därför blivit allt vanligare i de moderna livsmedelsbutikernas grönsaksdiskar. Även många andra snabbväxande grönsakssorter anses ha lägre halter av fytokemikalier. Inom växtförädlingen har man ofta koncentrerat sig på mer snabbväxande och produktiva grödor och tänkt mindre på växternas näringsinnehåll.

## Effekter och forskning
Begreppet fytokemikalier används flitigt i marknadsföringen av livsmedel som ska sägas vara "supermat". Trots detta är det inte alltid fytokemikalierna i sig kan komma den den mänskliga kroppen till godo. Vissa positiva hälsoeffekter har dock påvisats i medicinska studier rörande bland annat tranbär och granatäpple.
Vetenskapliga studier pågår omkring fytokemikalier. Bland annat pågår (2015) i Sverige forskning att utröna hur modern odling av grönsaker kan kombineras med höga halter av fytokemikaler.